# Matt Davidson
Pour les articles homonymes, voir Davidson.
Matthew Glen Davidson (né le 26 mars 1991 à Yucaipa, Californie, États-Unis) est un joueur de troisième but de la Ligue majeure de baseball.

## Carrière

### Diamondbacks de l'Arizona
Matt Davidson est un choix de première ronde des Diamondbacks de l'Arizona en 2009. Joueur en ligues mineures, il apparaît chaque année de 2011 à 2013 dans le bas du classement des 100 meilleurs joueurs d'avenir dressé par Baseball America, occupant les 99e, 97e et 88e positions du palmarès, respectivement,,.
Le 14 juillet 2013, il est choisi meilleur joueur du match des étoiles du futur disputé au Citi Field de New York.
Il fait ses débuts dans le baseball majeur avec Arizona le 11 août 2013 et réussit son premier coup sûr dans les grandes ligues le même jour, aux dépens du lanceur Jon Niese des Mets de New York. Le 15 septembre suivant, il frappe son premier coup de circuit, contre le lanceur Wilton Lopez des Rockies du Colorado. En 31 matchs des Diamondbacks au cours des deux derniers mois de la saison 2013, Davidson réussit 18 coups sûrs dont 3 circuits, récolte 12 points produits et présente une moyenne au bâton de ,237.

### White Sox de Chicago
Le 10 décembre 2013, Arizona échange Davidson aux White Sox de Chicago contre le lanceur de relève droitier Addison Reed. Il passe l'année 2014 dans les ligues mineures avec les Knights de Charlotte, club-école des White Sox. Malgré ses 20 circuits en 130 matchs, il éprouve beaucoup de difficulté avec Charlotte, comme en font foi sa moyenne au bâton de ,199 et sa moyenne de puissance de seulement ,362.